# Scyphoceros tholera
Scyphoceros tholera är en fjärilsart som beskrevs av Turner 1925. Scyphoceros tholera ingår i släktet Scyphoceros och familjen vecklare. Inga underarter finns listade i Catalogue of Life.